# Jan Lisiecki

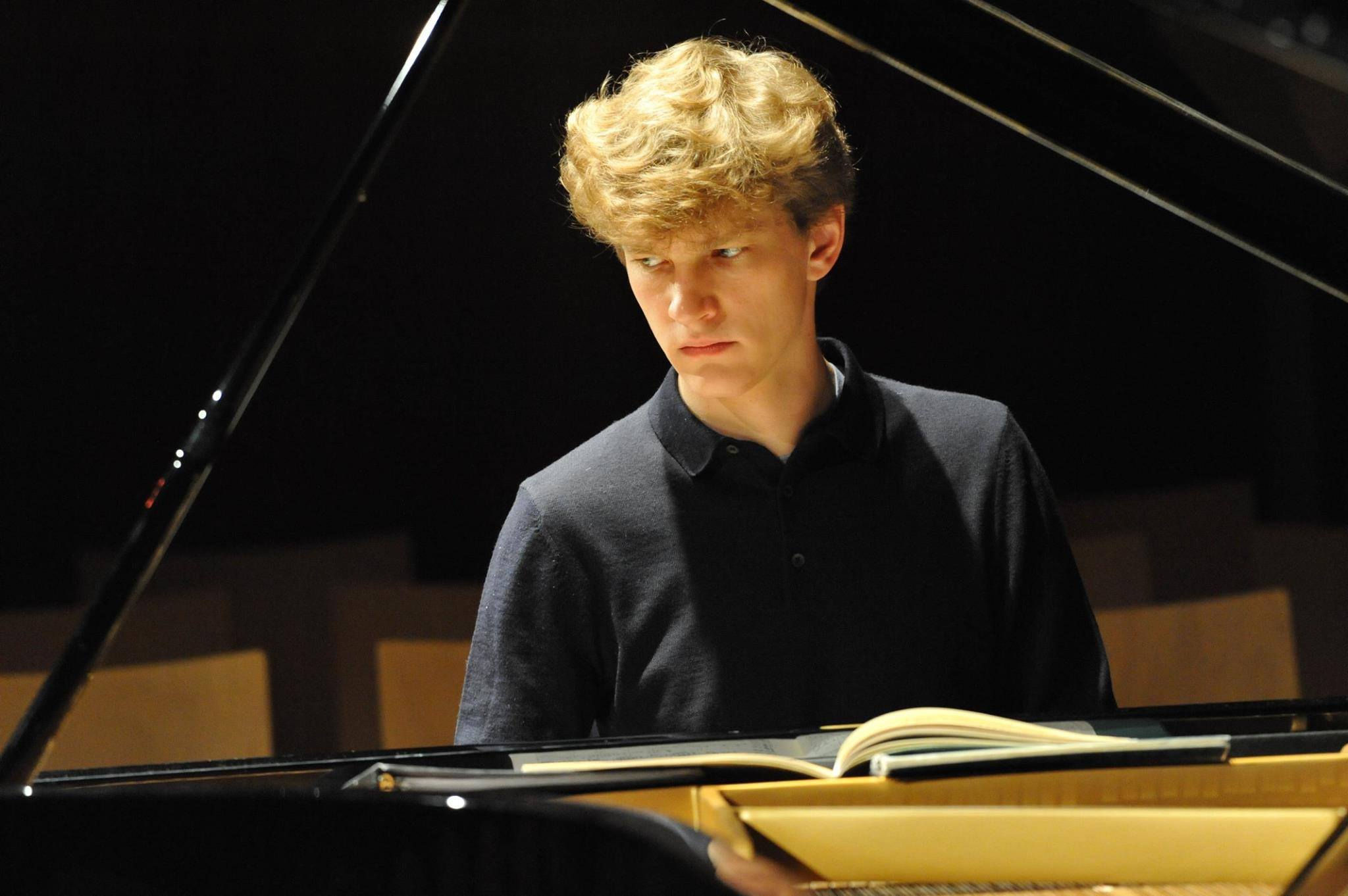
Jan Lisiecki (2019)

Jan Lisiecki (ˈjɑːn ˌlɪ'ʃɜtskɪ, * 23. März 1995 in Calgary, Kanada) ist ein klassischer Pianist, der schon in jungen Jahren durch Konzerte und CD-Veröffentlichungen bekannt wurde.

## Biografie
Jan Miłosz Lisiecki kam als Sohn polnischer Eltern in Kanada zur Welt. Er studierte seit seinem fünften Lebensjahr Klavier am Mount Royal University Conservatory und trat als Neunjähriger erstmals mit Orchester auf. Auf Empfehlung des Schulvorstands konnte er vier Klassen überspringen. Im Januar 2011 bestand er seine Abschlussprüfung an der Western Canada High School in Calgary. Sein Studium schloss er an der Glenn Gould School in Toronto ab, wo er im September 2011 als Stipendiat zugelassen wurde.
Im August 2008 und im August 2009 spielte der damals 13- bzw. 14-jährige Lisiecki die Klavierkonzerte von Chopin in Polen, zusammen mit der Sinfonia Varsovia. Mitschnitte dieser Aufführungen wurden 2010 vom Fryderyk Chopin Institute als CD veröffentlicht und brachten Lisiecki umgehend internationale Aufmerksamkeit. Die Zeitschrift Diapason würdigte Lisiecki anlässlich dieser Einspielung als einen „Virtuosen bar jeder Manieriertheit mit einer kraftvollen und vor allem unwiderstehlich natürlichen Spielweise“. Das BBC Music Magazine pries Lisieckis „reife Musikalität“, seine „fein destillierte“ Interpretation und sein Spiel „mit glänzender Technik und idiomatischem Pathos“.
Im Februar 2011 schlossen Jan Lisiecki und die Deutsche Grammophon einen exklusiven Aufnahmevertrag ab. Von September 2012 bis Januar 2015 war Lisiecki Künstler der Reihe „Junge Wilde“ am Konzerthaus Dortmund. In der Saison 2017/18 präsentierte er erstmals sein Soloprogramm Nachtmusik mit Werken von Chopin, Schumann und Ravel, das die Presse als „berauschend“, „unvergesslich“ und „fast metaphysisches Klangerlebnis“ bezeichnete. Gemeinsam mit Bariton Matthias Goerne stellte er 2020 einen Zyklus von weniger bekannten Liedern Beethovens vor, so unter anderem bei den Salzburger Festspielen.
Lisiecki hat mit den New Yorker Philharmonikern, der Staatskapelle Dresden, dem Philadelphia Orchestra, dem San Francisco Symphony, dem Boston Symphony Orchestra, dem Orchestra dell’Accademia Nazionale di Santa Cecilia, dem London Symphony Orchestra dem Symphonieorchester des Bayerischen Rundfunks, der NDR Radiophilharmonie, dem Kammerorchester Basel, dem Tonhalle-Orchester Zürich, den Wiener Symphonikern und vielen weiteren internationalen Orchestern zusammengearbeitet.
Lisiecki unterstützt diverse Wohltätigkeitsorganisationen, darunter die David Foster Foundation, die Polnische Humanitäre Organisation und die Make-A-Wish Foundation. Im Juni 2008 wurde er von UNICEF Kanada zum nationalen Jugendbotschafter ernannt, im Jahre 2012 erfolgte die Ernennung zum UNICEF-Botschafter.

## Diskografie
- 2010: Chopin: Piano Concertos No. 1 and No. 2[19] (PL: Gold).[20] Mit der Sinfonia Varsovia, Dirigent Howard Shelley.
- 2012: Mozart: Piano Concertos No. 20 and No. 21. Mit dem  Symphonieorchester des Bayerischen Rundfunks, Dirigent Christian Zacharias.
- 2013: Chopin: Études[21][22]
- 2016: Schumann: Piano Concerto and Concert Pieces Op. 92 & 134. Mit dem Orchestra dell’Accademia Nazionale di Santa Cecilia, Dirigent Antonio Pappano.
- 2017: Chopin: Works for Piano and Orchestra. Mit dem NDR Elbphilharmonie Orchester, Dirigent Krzysztof Urbański.
- 2019: Mendelssohn. Mit dem Orpheus Chamber Orchestra.
- 2019: Beethoven: Complete Piano Concertos. Mit der Academy of St Martin in the Fields.
- 2020: Beethoven: Lieder · Songs. Mit Matthias Goerne, Bariton.
- 2021: Frédéric Chopin: Complete Nocturnes.

## Preise und Auszeichnungen
- 2008 Grand Award, Canadian Music Competition[23]
- 2008 Grand Award, Canadian Music Festival[24]
- 2009 Grand Prize, OSM Standard Life Competition[25]
- 2010 Diapason d’or Découverte[26]
- 2010 Goldener Preis[27]
- 2010 Révelation Radio-Canada Music[28]
- 2011 Jeune Soliste, Radios francophones publiques[29]
- 2012 Nationaler UNICEF-Jugendbotschafter[30]
- 2013 Gramophone Magazin, Editor’s Choice[31]
- 2013 Gramophone Young Artist of the Year, Gramophone Magazin[32]
- 2013 Leonard Bernstein Award, Schleswig-Holstein Musik Festival[33][34]
- 2013 Canadian Chopin Society, Artist Recognition Award[35]
- 2017 ECHO Klassik, Konzerteinspielung des Jahres, 19. Jhd.[36]
- 2017 Gramophone Magazin, Critics’ Choice[37]
- 2018 Juno, Classical Album of the Year: Large Ensemble or Soloist(s) with Large Ensemble Accompaniment[38]
- 2019 Gramophone Magazin, Editor’s Choice[39]
- 2020 Diapason d’or[40]